# Pink Saris
Der halbdokumentarische Spielfilm Pink Saris wurde 2010 von der britischen Filmemacherin Kim Longinotto produziert. Uraufgeführt wurde Pink Saris am 14. September 2010 im Rahmen des Toronto International Film Festival. Im weltweiten Vertrieb von Women Make Movies, wurde Pink Saris von Vixen Films produziert.

## Zusammenfassung
Pink Saris dokumentiert die Arbeit der indischen Aktivistin Sampat Pal Devi und der so genannten Gulabi Gang im nordindischen Bundesstaat Uttar Pradesh. Der Filmtitel nimmt Bezug auf die Saris in rosaroter (Pink) Farbe, in welche sich Sampat Pal Devi und die Aktivistinnen der Gulabi Gang kleiden. „In Indien ist es ein Fluch, auf der untersten Stufe der sozialen Leiter zu stehen, aber mindestens genauso schwierig ist es, eine Frau zu sein.“ So erläutert Sampat Pal Devi ihre Erfahrungen als Mutter und Aktivistin in einer der ärmsten Regionen Indiens.

## Rezeption
Der Film erhielt überwiegend gute Kritiken. So erfasst der US-amerikanische Aggregator Rotten Tomatoes 80 % wohlwollende Kritiken und ordnet den Film als „Frisch“ ein.

„Im nordindischen Staat Uttar Pradesh kämpft Sampat Pal auf beeindruckende, schlaue und selbstbewusste Weise gegen die Zwangsverheiratung von jungen Mädchen, die Gewalt gegen Frauen in den Familien, die Erniedrigung der «Unberührbaren», denen noch die einfachsten Rechte vorenthalten werden. Wie Sampat Pal dies tut, ist von großer Courage und manchmal großartiger Respektlosigkeit gegenüber den Männern, der Gesellschaft und der Religion. Pink Saris ist einer der lebendigsten, kraftvollsten Dokumentarfilme dieses Jahres, eine filmische Nachricht, die niemand übersehen sollte.“

„Im zweiten Film, «Pink Saris» (2010), steht ebenfalls eine starke Frau im Mittelpunkt: Sampat Pal, die Gründerin der inzwischen indienweit bekannten Gulabi Gang, einer Gruppe von Frauen, die in pinkfarbener Kleidung sich und anderen zum Recht verhelfen. Dieser Film konzentriert sich jedoch nur auf eine Person – und so ist es gut, dass man in einem Buchbeitrag erfährt, dass die Gulabi Gang keine One-Woman-Show ist, sondern bereits die Mittelschicht erreicht hat: Als im Jahr 2009 Anhänger der fundamentalistischen Hindugruppierung Sri Ram Sena Schülerinnen krankenhausreif prügelten, rief eine «Pink Underwear Resistance» per Internet zum Protest mit pinkfarbenen Schlüpfern («wenn möglich schon benutzt») auf. Das Sri-Ram-Sena-Büro versank darauf in 20 000 pinkfarbenen Unterhosen.“

Auf dem Hong Kong International Film Festival 2011 erhielt der Film den Humanitarian Award (Documentary) als Outstanding Documentary.